# Whighistoria
Whighistoria kallas en historieskrivning som ser det förflutna som en stadig marsch mot frihet och framsteg som kulminerar i modern liberal demokrati och konstitutionell monarki. Whighistoria tolkar historiska personers agerande utifrån modern tro och tänkande. Namnet kommer från historikern Herbert Butterfields bok The Whig Interpretation of History från 1931 och syftar på historiker som sympatiserade med det brittiska Whigpartiet, som förespråkade parlamentarisk makt i opposition till Tories som förespråkade kungens makt.
Benämningen används också som en pejorativ term inom historia, speciellt vetenskapshistoria.

### Fotnoter
1. ↑  Birgitta Gärdin (15 mars 2014). ”Birka på Björkö”. Södertörns högskola. sid. 8. http://sh.diva-portal.org/smash/get/diva2:738216/FULLTEXT01.pdf. Läst 8 oktober 2017.